# Huis van de Hertogen van Brabant
Het Huis van de Hertogen van Brabant (Frans:  Maison des Ducs de Brabant) is een bouwwerk in classiciserende barokstijl aan de Grote Markt in Brussel, de hoofdstad van België. De huizengroep onder een gemeenschappelijk dak vult de volledige zuidoostelijke zijde van het plein. Het bouwwerk dankt zijn naam aan de in de gevels ingewerkte bustes van de hertogen van Brabant. Het betreft zeven huizen achter een monumentale façade met opvallend fronton, gelegen tussen de Hoedenmakersstraat en de Heuvelstraat.
De huizen aan het plein zijn gebouwd tussen 1697 en 1698 naar plannen van stadsarchitect Willem de Bruyn na het bombardement op Brussel van 1695.
Het betreft de huizen:
- nr. 13: De Faem
- nr. 14: De Cluyse
- nr. 15: De Fortuine
- nr. 16: De Windmolen
- nr. 17: De Tinnepot
- nr. 18: De Heuvel
- nr. 19: De Borse

Gedurende de achttiende eeuw was De Heuvel het lokaal van de ambacht van Vier Gekroonden.
Rond 1770 zijn er wijzigingen aangebracht naar ontwerp van de neoklassieke architect Laurent-Benoît Dewez. Hij voorzag het boogvormige fronton op het thema van de Overvloed. De individuele huizen zijn telkens versierd met symbolen die de naam uitbeelden. De overkoepelende naam is ontleend aan de borstbeelden van de hertogen van Brabant die de gevels sieren; de huidige borstbeelden zijn evenwel reconstructies uit de negentiende eeuw.

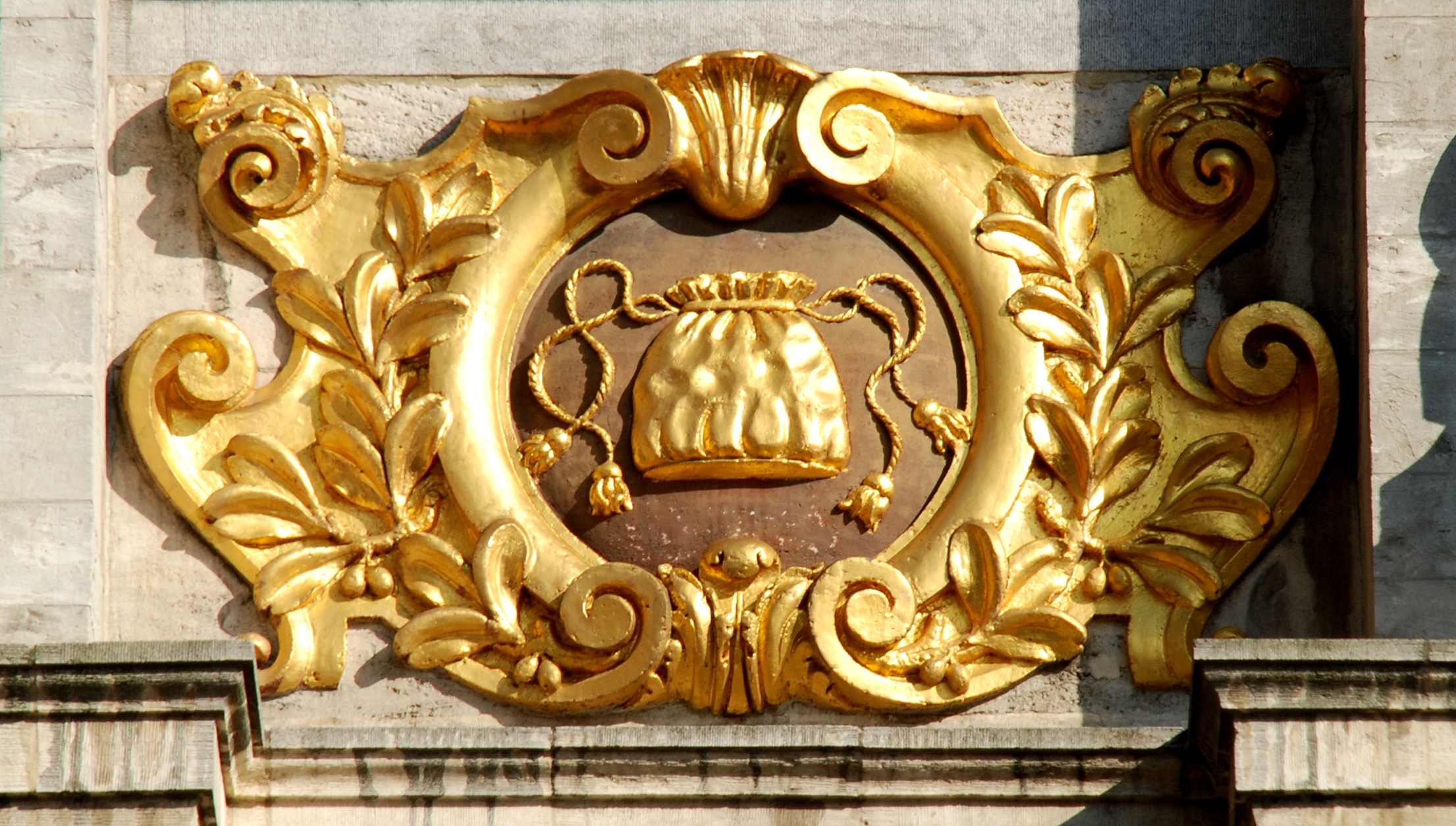
De Borse
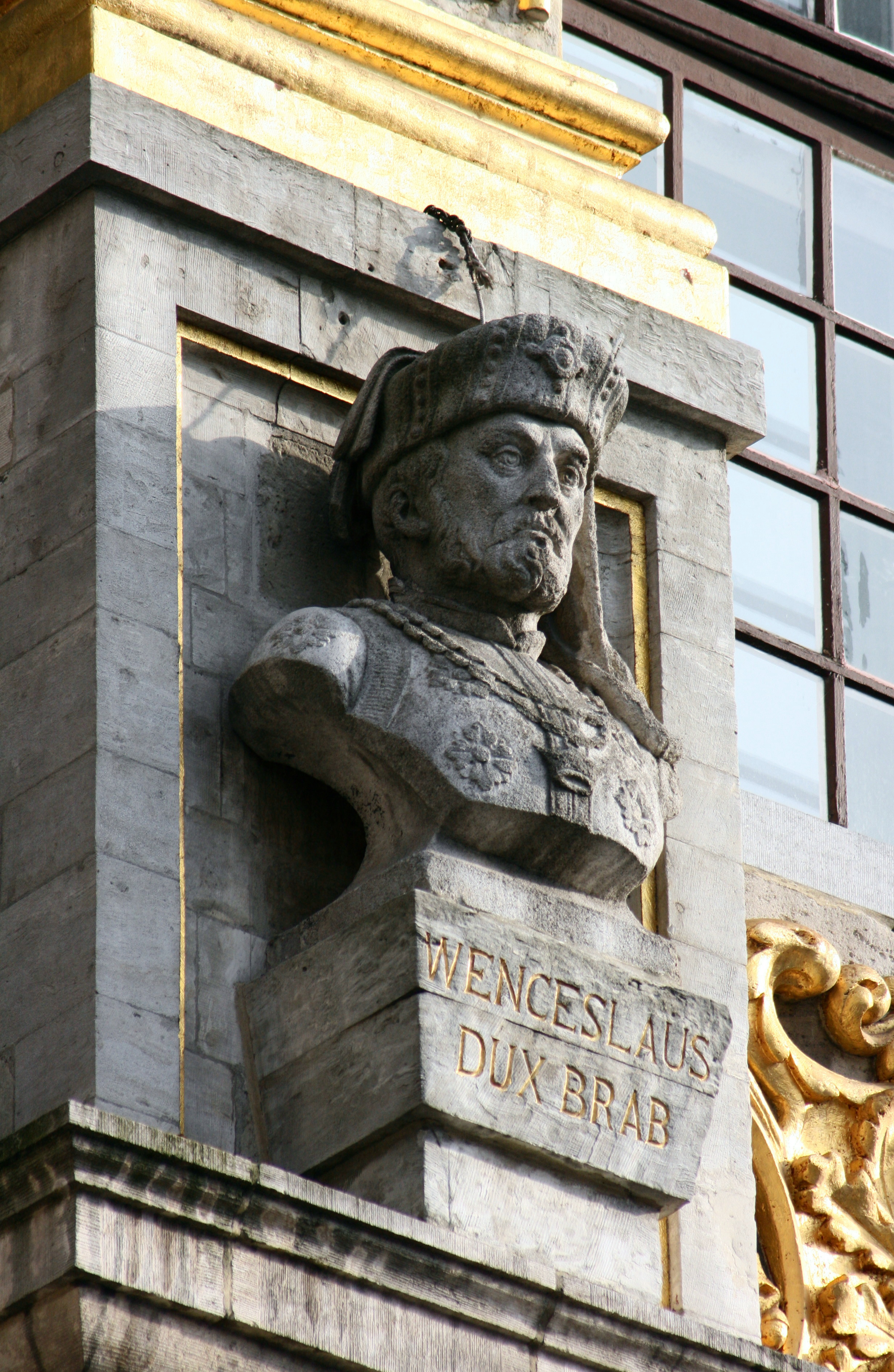
Wenceslas, hertog van Brabant
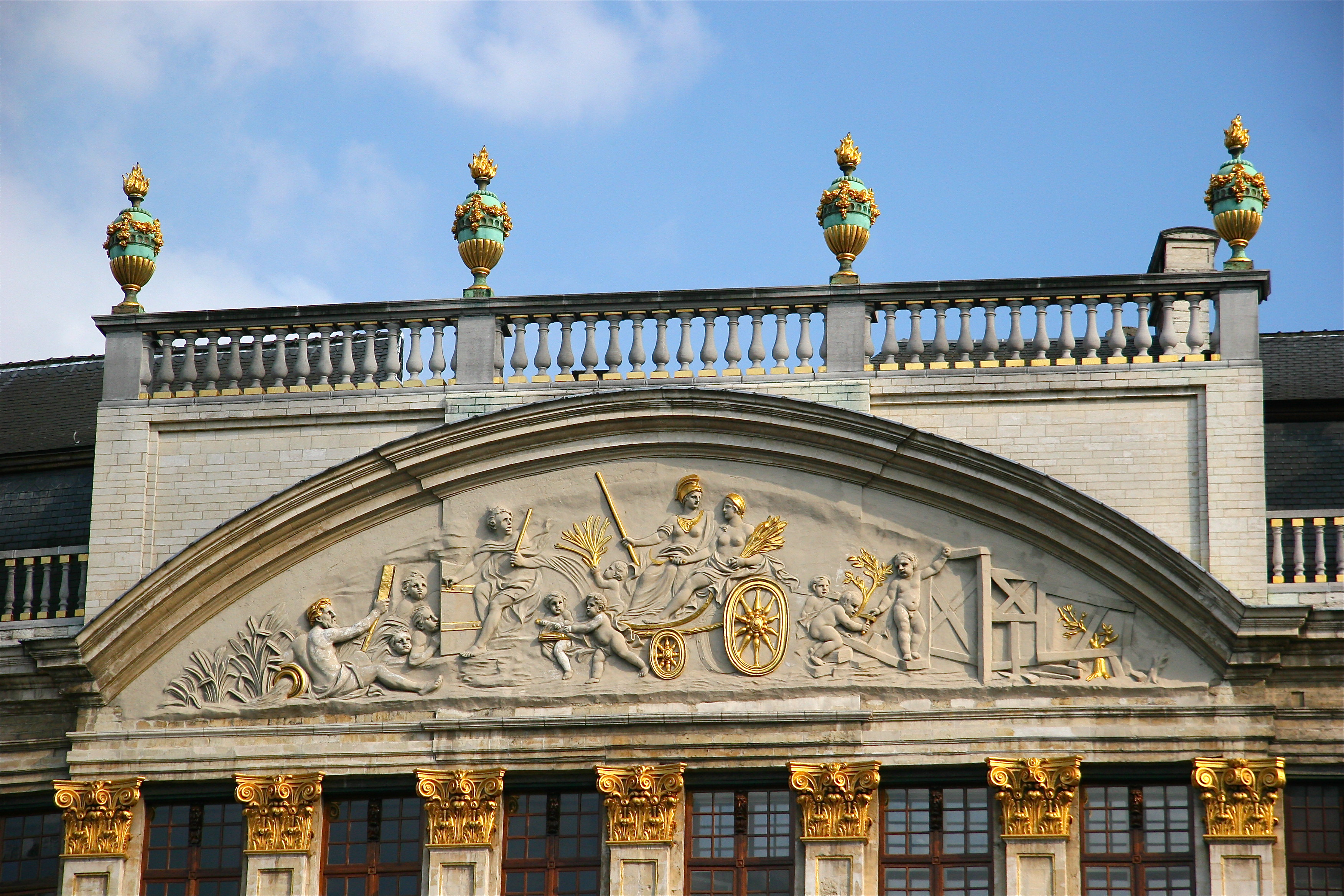
Fronton, allegorie van de overvloed